# Fátyol Mihály
Fátyol Mihály (Makó, 1909. szeptember 19. – Makó, 1980. február 2.) magyar zenész, nótaszerző.

## Életpályája
Makón született 1909-ben, 1703-ig visszavezethető, nagy múltú cigányzenész családban. Szülei: Fátyol Mihály és Arkus Ilona voltak. Iskoláit  is itt végezte, hamar megtanult hegedűn játszani. Első tanítómestere Stanics István volt. Először hasonnevű édesapja zenekarában mutatkozott be a hallgatóságnak, majd nagybátyja, Fátyol Jancsi zenekarába került, ahol tercprímásként muzsikált. 18 éves korában kivált a zenekarból, és Szegedre ment, ahol a munka mellett dr. Belle Ferenc konzervatóriumi tanár, a Filharmonikus Zenekar koncertmesterének óráit látogatta. A kor egyik legnagyobb prímása, Pertis Pali meghívta zenekarába Budapestre, ahol a Vadászkürt mulatóban (mai nevén Interkontinentál) muzsikált terc- és segédprímásként. A fővárosban rádiófölvételeket készített, a zenekar tagjaként korabeli magyar filmekben, például a Virágvasárnapján című játékfilmben szerepelhetett; együtt dolgozhatott Lukács Istvánnal, a híres cimbalomművésszel is. Több külföldi turnén is részt vett; zenélhetett a Belga Királyi Golfklubban is.
Pertis Pali betegsége alatt – fiatal kora ellenére – Fátyol Misi lett a prímás. A Vadászkürt étteremben ekkor jelent meg Belgium akkori királya, aki kézfogással gratulált a remek hegedűjátékhoz, és meghívta a zenekart Brüsszelbe. Pertis halála után Fátyol Misi vezette a zenekart külföldön is. Brüsszelben négyéves szerződést kaptak, de a zenekar csak két évet tudott kitölteni a második világháború kitörése miatt. 1939-ben zenekara egy részével hazajött Magyarországra, 1945-ig Révkomáromban muzsikáltak a Centrál Kávéházban. A városban tanítványai lettek, és itt ismerkedett meg későbbi feleségével, Döme Zsuzsannával; házasságukból három gyermek született. A város Csehszlovákiához csatolása után visszatért szülővárosába, Makóra, ahol haláláig muzsikált.
Makón ott folytatta, ahol tíz éve abbahagyta: visszatért nagybátyja zenekarához, ami a Korona Szállóban szórakoztatta a közönséget. Fátyol Jancsi később beköltözött Szegedre, és átadta a Koronát és vele együtt zenekarát az unokaöccsének. Az 1950-es években gyakran szerepelt zenekarával a Petőfi Rádió által sugárzott Vidéki prímások műsorában. A pitvarosi karnagy, Steiner Béla által rendezett Szlovák lakodalmas című játékához a zenét Fátyol Misi zenekara szolgáltatta. 1954-ben mutatták be az immáron összeszokott csapat legújabb művét, a Batyubált, amelyet Muharay Elemér, a Gyöngyösbokréta mozgalom atyjának jóvoltából Budapesten, az Magyar Állami Népi Együttes székházában is előadták. A produkciót később a Hagymaházban is színpadra vitték. A karnaggyal együtt közösen utaztak koncertkörútra a Felvidékre, ahol nagy sikerrel szerepeltek a csallóközi kórusművekkel, dalos-táncos népi játékokkal.
1956-ban a hódmezővásárhelyi megyei népzenei találkozóról, 1957-ben a Mezőkövesden megrendezett SZÖVOSZ zenekarok országos versenyéről hozták el az első helyet. A számos sikert látva az Állami Népi Együttestől is kapott meghívást, de a prímás nem vállalta a felkérést, és Makón maradt családja körében. Zenekarával megnyerték a vidéki prímások zenekarainak versenyét, felléptek a Nemzeti Színházban is. Zenekara volt az első az országban, amely ötvözte a cigányzenekarok és a tánczenekarok stílusát. Sok átiratot készített zenekara számára, de nótaszerzőként is tevékenykedett. Ekkora kialakult a híressé vált Fátyol Misi-zenekar állandó összetétele: Fátyol Misi prímás, ifj. Rácz Géza tercprímás, id. Rácz Géza brácsás, Kelecsényi József cimbalmos és Puka János bőgős.
1959-ben a Petőfi park szabadtéri színpadán rendezték meg Fátyol Misi önálló prímási (zenekarvezetői) tevékenységének 30 éves jubileumát, az esten a zenekar kibővült létszámban vett részt, és budapesti énekesek is emelték a rendezvény fényét. Eközben napról napra, minden este muzsikált zenekarában – az akkora már államosított, és a Csongrád-megyei Vendéglátó Vállalat tulajdonába került – Korona éttermében; annak tatarozása idején két évig a Vadász étteremben játszottak. Egy év megszakítással 34 évig muzsikált a patinás szálló épületében.
Dr. Batka István makói – akinek oroszlánrésze volt a marosi iszap gyógyiszappá való nyilváníttatásában – nóta- és csárdásszövegeit Fátyol Misinek adta, aki megzenésítette azokat. Szabó Sándor magyarnóta-énekes énekelte fel a dalokat magnószalagra. 1960-ban együtt játszottak a legelismertebb prímás, Lakatos Sándor zenekarával a Korona éttermében.  Az ötvenes évek végén a nagy hírű, sok dicsőséget szerzett cigányzenekar fokozatosan felbomlott, és lassan átalakult tánc- és szalonzenekarrá. Fátyol Misi 1972-ben, 63 éves korában ment nyugdíjba. Az aktív zenéléssel való szakítás után még hétvégeken pár évig rendszeresen muzsikált. Életének utolsó három évében betegségével küszködött, 1980-ban halt meg.

## Elismerései
- Makó város művelődési osztályának nívódíja (1958)
- Szocialista Kultúráért Érdemérem (1959)
- A Csongrád-megyei Vendéglátó Vállalat Kiváló Dolgozója (1960)

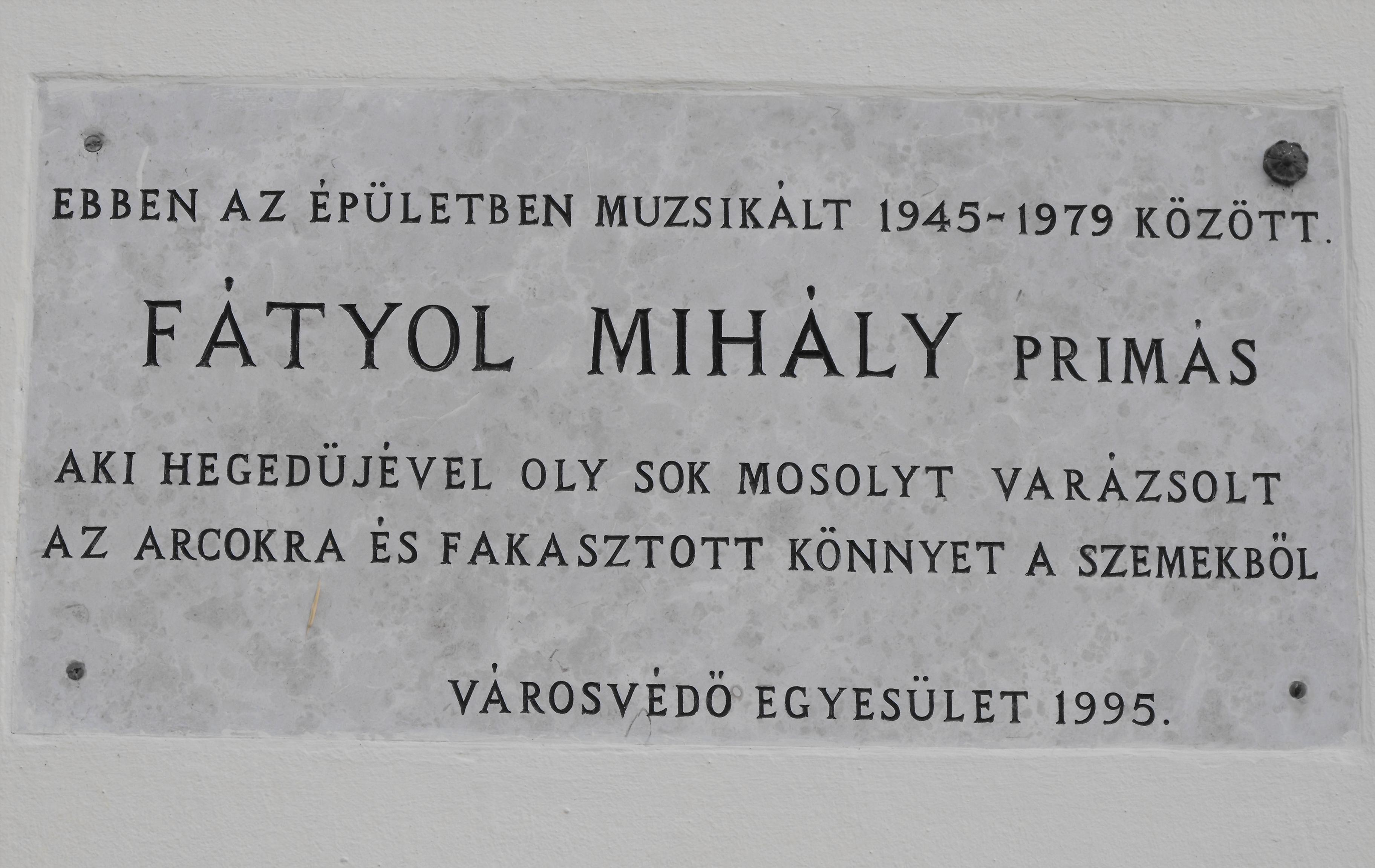
Fátyol Mihály emléktáblája Makón

- József Attila Emlékplakett

## Emlékezete
- 1995-ben, halálának 15. évfordulóján, a Városvédő Egyesület a makói Korona Szálló falán emléktáblát helyezett el, majd a családtagok és a tisztelők felkeresték a római katolikus temetőben a zenész sírját és elhelyezték az emlékezés virágait. Ugyanezen a napon a Takarékpénztár épületében Fátyol Mihály emlékestet rendeztek, amelyen fellépett Fátyol Tivadar és zenekara, valamint Ivanics János triója.
- 2008-ban kiírtak egy szoborpályázatot Fátyol Misi egész alakos bronzszobráról. Az alkotást Kiss Jenő Ferenc, a város szülötte készítette el, 2009. július 14-én állították föl.